# Talk to Me (canción de Kiss)
«Talk to Me» es una canción de la banda estadounidense Kiss, perteneciente al álbum de 1980 Unmasked. Alcanzó su mayor posición en las listas de éxitos en Suiza, ocupando la casilla #10. "Talk to Me" fue tocada en vivo solo cuando Ace Frehley fue un miembro de la agrupación.

## Álbumes
"Talk to Me" aparece en los siguientes álbumes:
- Unmasked - versión de estudio
- The Box Set - versión en vivo
- Gold - versión de estudio

## Lista de canciones del sencillo

### Reino Unido
- Lado A - "Talk to Me"
- Lado B - "She's So European"

### Internacional
- Lado A - "Talk to Me"
- Lado B - "Naked City"

### Japón
- Lado A - "Talk to Me"
- Lado B - "Easy As It Seems"